# عروسک خیمه شب بازی تاج و تخت
«عروسک خیمه شب بازی تاج و تخت» (انگلیسی: The Puppet Crown) فیلمی در ژانر درام به کارگردانی جورج ملفورد است که در سال ۱۹۱۵ منتشر شد. از بازیگران آن می‌توان به آینا کلر، کارلیل بلکول، جورج گبهارت، و تام فرانک اشاره کرد.